# Secrétaire d'État aux Entreprises et au Commerce du cabinet fantôme
 (juillet 2024).
 (mars 2025).
Si vous disposez d'ouvrages ou d'articles de référence ou si vous connaissez des sites web de qualité traitant du thème abordé ici, merci de compléter l'article en donnant les références utiles à sa vérifiabilité et en les liant à la section « Notes et références ».
Le secrétaire d'État aux Entreprises et au Commerce du cabinet fantôme fait partie du cabinet fantôme du Royaume-Uni. Il est chargé de la politique de l'opposition sur le Commerce. 
L'actuel secrétaire de l'ombre est Kevin Hollinrake, membre du Parlement.

## Liste des secrétaires de l'ombre

### Secrétaire d'État de l'ombre pour l'Industrie
| Nom | Nom               | Nom               | Début de mandat  | Fin de mandat    | Parti politique | Leader de l'opposition |
| --- | ----------------- | ----------------- | ---------------- | ---------------- | --------------- | ---------------------- |
|     | Michael Heseltine |                   | 11 mars 1974     | 19 novembre 1976 | Conservateur    | Edward Heath           |
|     | Michael Heseltine | Margaret Thatcher | 11 mars 1974     | 19 novembre 1976 | Conservateur    |                        |
|     | John Biffen       |                   | 19 novembre 1976 | 4 mai 1979       | Conservateur    |                        |
|     | Eric Varley       |                   | 4 mai 1979       | 14 juillet 1979  | Labour          | James Callaghan        |
|     | John Silkin       |                   | 14 juillet 1979  | 4 novembre 1980  | Labour          | James Callaghan        |
|     | Stanley Orme      |                   | 4 novembre 1980  | 31 octobre 1983  | Labour          | Michael Foot           |

### Secrétaire d'État de l'ombre au Commerce
| Nom | Nom          | Nom          | Début de mandat  | Fin de mandat    | Parti politique | Leader de l'opposition |
| --- | ------------ | ------------ | ---------------- | ---------------- | --------------- | ---------------------- |
|     | John Smith   |              | 4 mai 1979       | 24 novembre 1982 | Labour          | James Callaghan        |
|     | John Smith   | Michael Foot | 4 mai 1979       | 24 novembre 1982 | Labour          |                        |
|     | Peter Archer |              | 24 novembre 1982 | 31 octobre 1983  | Labour          |                        |

| Secrétaire d'État de l'ombre au Commerce et de l'Industrie & Président de la Chambre de commerce | Secrétaire d'État de l'ombre au Commerce et de l'Industrie & Président de la Chambre de commerce | Secrétaire d'État de l'ombre au Commerce et de l'Industrie & Président de la Chambre de commerce | Secrétaire d'État de l'ombre au Commerce et de l'Industrie & Président de la Chambre de commerce | Secrétaire d'État de l'ombre au Commerce et de l'Industrie & Président de la Chambre de commerce | Secrétaire d'État de l'ombre au Commerce et de l'Industrie & Président de la Chambre de commerce | Secrétaire d'État de l'ombre au Commerce et de l'Industrie & Président de la Chambre de commerce |
| Name                                                                                             | Name                                                                                             | Name                                                                                             | Début de mandat                                                                                  | Fin de mandat                                                                                    | Parti politique                                                                                  | Leader de l'opposition                                                                           |
| ------------------------------------------------------------------------------------------------ | ------------------------------------------------------------------------------------------------ | ------------------------------------------------------------------------------------------------ | ------------------------------------------------------------------------------------------------ | ------------------------------------------------------------------------------------------------ | ------------------------------------------------------------------------------------------------ | ------------------------------------------------------------------------------------------------ |
|                                                                                                  | Peter Shore                                                                                      |                                                                                                  | 31 octobre 1983                                                                                  | 26 octobre 1984                                                                                  | Labour                                                                                           | Neil Kinnock                                                                                     |
|                                                                                                  | John Smith                                                                                       |                                                                                                  | 26 octobre 1984                                                                                  | 13 juillet 1987                                                                                  | Labour                                                                                           | Neil Kinnock                                                                                     |
|                                                                                                  | Bryan Gould                                                                                      |                                                                                                  | 13 juillet 1987                                                                                  | 2 novembre 1989                                                                                  | Labour                                                                                           | Neil Kinnock                                                                                     |
|                                                                                                  | Gordon Brown                                                                                     |                                                                                                  | 2 novembre 1989                                                                                  | 18 juillet 1992                                                                                  | Labour                                                                                           | Neil Kinnock                                                                                     |
|                                                                                                  | Robin Cook                                                                                       |                                                                                                  | 18 juillet 1992                                                                                  | 20 octobre 1994                                                                                  | Labour                                                                                           | John Smith Margaret Beckett                                                                      |
|                                                                                                  | Jack Cunningham                                                                                  |                                                                                                  | 20 octobre 1994                                                                                  | 19 octobre 1995                                                                                  | Labour                                                                                           | Tony Blair                                                                                       |
|                                                                                                  | Margaret Beckett                                                                                 |                                                                                                  | 19 octobre 1995                                                                                  | 2 mai 1997                                                                                       | Labour                                                                                           | Tony Blair                                                                                       |
|                                                                                                  | Michael Heseltine                                                                                |                                                                                                  | 2 mai 1997                                                                                       | 11 juin 1997                                                                                     | Conservateur                                                                                     | John Major                                                                                       |
|                                                                                                  | John Redwood                                                                                     |                                                                                                  | 11 juin 1997                                                                                     | 15 juin 1999                                                                                     | Conservateur                                                                                     | William Hague                                                                                    |
|                                                                                                  | Angela Browning                                                                                  |                                                                                                  | 15 juin 1999                                                                                     | 26 septembre 2000                                                                                | Conservateur                                                                                     | William Hague                                                                                    |
|                                                                                                  | David Heathcoat-Amory                                                                            |                                                                                                  | 26 septembre 2000                                                                                | 18 septembre 2001                                                                                | Conservateur                                                                                     | William Hague                                                                                    |
|                                                                                                  | John Whittingdale                                                                                |                                                                                                  | 18 septembre 2001                                                                                | 23 juillet 2002                                                                                  | Conservative                                                                                     | Iain Duncan Smith                                                                                |
|                                                                                                  | Tim Yeo                                                                                          |                                                                                                  | 23 juillet 2002                                                                                  | 11 novembre 2003                                                                                 | Conservateur                                                                                     | Iain Duncan Smith                                                                                |

| Secrétaire d'État de l'ombre pour l'industrie | Secrétaire d'État de l'ombre pour l'industrie | Secrétaire d'État de l'ombre pour l'industrie | Secrétaire d'État de l'ombre pour l'industrie | Secrétaire d'État de l'ombre pour l'industrie | Secrétaire d'État de l'ombre au Commerce | Secrétaire d'État de l'ombre au Commerce | Secrétaire d'État de l'ombre au Commerce | Secrétaire d'État de l'ombre au Commerce | Secrétaire d'État de l'ombre au Commerce | Parti politique | Leader de l'opposition |
| Nom                                           | Nom                                           | Nom                                           | Début de mandat                               | Fin de mandat                                 | Nom                                      | Nom                                      | Nom                                      | Début de mandat                          | Fin de mandat                            | Parti politique | Leader de l'opposition |
| --------------------------------------------- | --------------------------------------------- | --------------------------------------------- | --------------------------------------------- | --------------------------------------------- | ---------------------------------------- | ---------------------------------------- | ---------------------------------------- | ---------------------------------------- | ---------------------------------------- | --------------- | ---------------------- |
|                                               | Stephen O'Brien                               |                                               | 11 novembre 2003                              | 6 mai 2005                                    |                                          | James Arbuthnot                          |                                          | 11 novembre 2003                         | 6 mai 2005                               | Conservateur    | Michael Howard         |

| Secrétaire d'État de l'ombre chargé du Commerce et de l'Industrie et président de la Chambre de commerce | Secrétaire d'État de l'ombre chargé du Commerce et de l'Industrie et président de la Chambre de commerce | Secrétaire d'État de l'ombre chargé du Commerce et de l'Industrie et président de la Chambre de commerce | Secrétaire d'État de l'ombre chargé du Commerce et de l'Industrie et président de la Chambre de commerce | Secrétaire d'État de l'ombre chargé du Commerce et de l'Industrie et président de la Chambre de commerce | Secrétaire d'État de l'ombre chargé du Commerce et de l'Industrie et président de la Chambre de commerce | Secrétaire d'État de l'ombre chargé du Commerce et de l'Industrie et président de la Chambre de commerce |
| Nom | Nom | Nom | Début de mandat                                                                                          | Fin de mandat                                                                                            | Parti politique                                                                                          | Leader de l'opposition                                                                                   |
| --- | --- | --- | --- | --- | --- | --- |
| | David Willetts                                                                                           | | 6 mai 2005                                                                                               | 8 décembre 2005                                                                                          | Conservateur                                                                                             | Michael Howard                                                                                           |
| | Alan Duncan                                                                                              | | 8 décembre 2005                                                                                          | 2 juillet 2007                                                                                           | Conservateur                                                                                             | David Cameron                                                                                            |
| Secrétaire d'État de l'ombre au Commerce, à l'Innovation et au réforme de la réglementation              | | | | | | |
| | Alan Duncan                                                                                              | | 2 juillet 2007                                                                                           | 19 janvier 2009                                                                                          | Conservateur                                                                                             | David Cameron                                                                                            |
| Secrétaire d'État de l'ombre au Commerce, à l'Innovation et au Savoir-faire                              | | | | | | |
| | Kenneth Clarke                                                                                           | | 19 janvier 2009                                                                                          | 11 mai 2010                                                                                              | Conservateur                                                                                             | David Cameron                                                                                            |
| | Pat McFadden                                                                                             | | 11 mai 2010                                                                                              | 8 octobre 2010                                                                                           | Labour                                                                                                   | Harriet Harman                                                                                           |
| | John Denham                                                                                              | | 8 octobre 2010                                                                                           | 7 octobre 2011                                                                                           | Labour                                                                                                   | Ed Miliband                                                                                              |
| | Chuka Umunna                                                                                             | | 7 octobre 2011                                                                                           | 13 septembre 2015                                                                                        | Labour                                                                                                   | Ed Miliband                                                                                              |
| Harriet Harman                                                                                           | Chuka Umunna                                                                                             | | 7 octobre 2011                                                                                           | 13 septembre 2015                                                                                        | Labour                                                                                                   | |
| | Angela Eagle                                                                                             | | 13 septembre 2015                                                                                        | 27 juin 2016                                                                                             | Labour                                                                                                   | Jeremy Corbyn                                                                                            |
| | Jon Trickett                                                                                             | | 5 juillet 2016                                                                                           | 6 octobre 2016                                                                                           | Labour                                                                                                   | Jeremy Corbyn                                                                                            |
| Secrétaire d'État de l'ombre aux Entreprises, à l'Énergie et à la Stratégie industrielle                 | | | | | | |
| | Clive Lewis                                                                                              | | 6 octobre 2016                                                                                           | 8 février 2017                                                                                           | Labour                                                                                                   | Jeremy Corbyn                                                                                            |
| | Rebecca Long Bailey                                                                                      | | 9 février 2017                                                                                           | 6 avril 2020                                                                                             | Labour                                                                                                   | Jeremy Corbyn                                                                                            |
| | Ed Miliband                                                                                              | | 6 avril 2020                                                                                             | 29 novembre 2021                                                                                         | Labour                                                                                                   | Keir Starmer                                                                                             |
| Secrétaire d'État de l'ombre aux Entreprises et à la Stratégie industrielle                              | | | | | | |
| | Jonathan Reynolds                                                                                        | | 29 novembre 2021                                                                                         | 7 février 2023                                                                                           | Labour                                                                                                   | Keir Starmer                                                                                             |
| Secrétaire d'État de l'ombre aux Entreprises et au Commerce                                              | | | | | | |
| | Jonathan Reynolds                                                                                        | | 7 février 2023                                                                                           | 5 juillet 2024                                                                                           | Labour                                                                                                   | Keir Starmer                                                                                             |